# 中国平形吸虫
中国平形吸虫（学名：Platynotrema sinica）为双腔科平形属的动物。在中国大陆，分布于云南等地，营寄生生活，宿主蓝胸秧鸡，寄生于肝脏以及胆道。该物种的模式产地在云南。
其种加词sinica，意为“中华的”。